# 3-j Starszenskij
3-j Starszenskij lub Trietij Starszenskij (ros. 3-й Старшенский) – osiedle typu wiejskiego w zachodniej Rosji, w sielsowiecie romanowskim rejonu chomutowskiego w obwodzie kurskim.

## Geografia
Miejscowość położona jest nad rzeką Waśko (dopływ Siewu), 5,5 km od centrum administracyjnego sielsowietu romanowskiego (Romanowo), 10,5 km od centrum administracyjnego rejonu (Chomutowka), 111 km od Kurska.
W granicach miejscowości znajduje się ulica Ługowaja (9 posesji).

## Historia
Do czasu reformy administracyjnej w roku 2010 osiedle 3-j Starszenskij wchodziło w skład sielsowietu starszeńskiego, który w tymże roku został włączony w sielsowiet romanowski.

## Demografia
W 2010 r. miejscowość zamieszkiwało 19 osób.